# Konstantin Leontjew
Konstantin Nikołajewicz Leontjew, ros. Константин Николаевич Леонтьев (ur. 19 stycznia?/31 stycznia 1831 w Kudinowie, zm. 31 października?/12 listopada 1891 w Sergijewym Posadzie) – rosyjski filozof, pisarz, lekarz i dyplomata.

## Życiorys
Pochodził z rodziny arystokratycznej. W 1854 ukończył studia medyczne na Uniwersytecie Moskiewskim i w czasie wojny krymskiej służył jako lekarz polowy. Podjął w tym czasie również aktywność literacką, publikując swoje opowiadania i powieści w prasie popularnej. Od 1863 do 1871 był sekretarzem ambasady rosyjskiej na Krecie. Służbę dyplomatyczną porzucił w 1871 wskutek kryzysu duchowego: ciężko chory, w modlitwie obiecał poświęcić w razie wyzdrowienia życie Bogu. Po odzyskaniu zdrowia przebywał kolejno w klasztorach Athosu, monasterze św. Mikołaja na Ugrieszy, monasterze św. Jerzego w Mieszczowsku oraz w Pustelni Optyńskiej. Tam 23 sierpnia 1891, ponownie ciężko chory, złożył w tajemnicy śluby mnisze. 30 sierpnia przeniósł się do Ławry Troicko-Siergijewskiej, by mieć lepszy dostęp do pomocy lekarskiej; tam zmarł na zapalenie płuc.

## Poglądy
Konserwatysta, choć niezwiązany z rządem carskim, Leontjew krytykował cywilizację zachodnią, w szczególności liberalizm, któremu przeciwstawiał cywilizację bizantyjską; przewidywał jej rychły upadek. Sprzeciwiał się wszelkim reformom w Rosji, sugerując powrót do bizantyjskiej dyscypliny i rytuałów. Potępiał nasilające się w Europie zachodniej tendencje do uniformizacji, chwaląc minione epoki, w których dominowały heroiczne i twórcze postawy. Twierdził, że przemoc i nierówność społeczna muszą funkcjonować w społeczeństwie, by mogło równocześnie istnieć piękno. Komentując bieżącą sytuację w Rosji twierdził, że umysłowość jej mieszkańców została nieodwracalnie zmieniona przez "liberalny nihilizm", przez co powrót do wcześniejszego (doskonalszego) stanu rzeczy mógłby nastąpić tylko dzięki długiej wojnie wewnętrznej. Jako doraźny środek sugerował "zamrożenie życia społecznego".